# Canton de Verneuil d'Avre et d'Iton
Le canton de Verneuil d'Avre et d'Iton, anciennement canton de Verneuil-sur-Avre, est une circonscription électorale française située dans le département de l'Eure et la région Normandie.

## Histoire
Le canton de Verneuil-sur-Avre a été créé en 1790.
Un nouveau découpage territorial de l'Eure-et-Loir (département) entre en vigueur à l'occasion des élections départementales de mars 2015, défini par le décret du 25 février 2014, en application des lois du 17 mai 2013 (loi organique 2013-402 et loi 2013-403). Les conseillers départementaux sont, à compter de ces élections, élus au scrutin majoritaire binominal mixte. Les électeurs de chaque canton élisent au Conseil départemental, nouvelle appellation du Conseil général, deux membres de sexe différent, qui se présentent en binôme de candidats. Les conseillers départementaux sont élus pour 6 ans au scrutin binominal majoritaire à deux tours, l'accès au second tour nécessitant 12,5 % des inscrits au 1er tour. En outre la totalité des conseillers départementaux est renouvelée. Ce nouveau mode de scrutin nécessite un redécoupage des cantons dont le nombre est divisé par deux avec arrondi à l'unité impaire supérieure si ce nombre n'est pas entier impair, assorti de conditions de seuils minimaux. Dans l'Eure, le nombre de cantons passe ainsi de 43 à 23. Le nombre de communes du canton de Verneuil-sur-Avre passe de 14 à 40.
Le nouveau canton de Verneuil-sur-Avre est formé de communes des anciens cantons de Nonancourt (10 communes), de Verneuil-sur-Avre (14 communes) et de Damville (16 communes). Le bureau centralisateur est situé à Verneuil-sur-Avre.
À la suite du décret du 5 mars 2020, le canton change de nom au profit de Verneuil d'Avre et d'Iton.

## Géographie
Ce canton est organisé autour de Verneuil-sur-Avre dans l'arrondissement d'Évreux. Son altitude varie de 128 m (Tillières-sur-Avre) à 227 m (Gournay-le-Guérin) pour une altitude moyenne de 179 m.

## Représentation

### Conseillers d'arrondissement (de 1833 à 1940)
| Période                                  | Période      | Identité                      | Étiquette                | Qualité |
| ---------------------------------------- | ------------ | ----------------------------- | ------------------------ | --- |
| 1833                                     | 1848         | Jacques François Bissieu ainé |                          | Propriétaire à Verneuil                                                                                      |
|                                          |              |                               |                          | |
| 1852                                     | 1880         | Maurice Gonord                |                          | |
| 1880                                     | 1892         | Louis-Désiré Dufour           |                          | Maire de Verneuil                                                                                            |
| 1892                                     | 1893         | Louis Modeste Leroy           | Républicain              | Docteur en droit, membre de cabinets ministériels, conseiller municipal de Francheville - Député (1893-1919) |
| 1893                                     | 1910         | Jules-André Chemin            | Républicain              | Propriétaire à Verneuil                                                                                      |
| 1910                                     | 1924 (décès) | M. Maury                      | Républicain progressiste | Adjoint au maire de Verneuil                                                                                 |
| 1924                                     | 1934         | M. Brousse                    | Rad.                     | |
| 1934                                     | 1937         | Léon Labbé                    | Union nationale          | Ingénieur des Arts et Métiers, directeur d'usine, maire de Verneuil                                          |
| 1937                                     | 1940         | Jacques Berger                | PSF                      | Ingénieur agricole à Verneuil                                                                                |
| 1940                                     |              |                               |                          | Les conseils d'arrondissement ont été suspendus par la loi du 12 octobre 1940 et n'ont jamais été réactivés  |
| Les données manquantes sont à compléter. |              |                               |                          | |

### Conseillers généraux de 1833 à 2015

La tour de La Madeleine est visible de presque tout le canton.

| Période | Période          | Identité                                              | Étiquette                | Qualité |
| ------- | ---------------- | ----------------------------------------------------- | ------------------------ | --- |
| 1833    | 1842 (décès)     | Mathurin Amand Villette-Villalet                      |                          | Maire de Verneuil-sur-Avre (1821-1842) |
| 1842    | 1848             | Louis Auguste Gouhier de Petiteville (1779-1860) père |                          | Colonel de cavalerie Maire de Gournay-le-Guérin |
| 1848    | 1852 (démission) | Paul Achille Avignon de Morlac                        |                          | Avocat à Verneuil-sur-Avre Démissionne pour refus de prêter serment à l'Empereur Napoléon III |
| 1852    | 1855             | Louis Auguste Gouhier de Petiteville père             |                          | Maire de Gournay-le-Guérin |
| 1855    | 1877             | Comte Pierre Roger de Barrey                          | Droite monarchiste       | Maire de Verneuil-sur-Avre |
| 1877    | 1884 (décès)     | Louis François Hommet                                 | Républicain              | Industriel à Bourth |
| 1884    | 1895             | Léon Michel Félix Callé                               | Républicain              | Maire de Courteilles |
| 1895    | 1905 (décès)     | Gustave Roger (1842-1905)                             | Républicain              | Notaire, maire de Verneuil-sur-Avre |
| 1905    | 1910 (décès)     | Vicomte Eugène Le Vaillant de Glatigny (1846-1910)    | Républicain Progressiste | Militaire Maire de Verneuil-sur-Avre |
| 1910    | 1923 (décès)     | Henri Oudin                                           | Républicain Progressiste | Notaire Maire de Verneuil-sur-Avre Député (1919-1923) |
| 1923    | 1937             | Charles Davesne                                       | RG puis Rad.             | Maire de Verneuil-sur-Avre |
| 1937    | 1940             | Léon Labbé (1898-1969)                                | URD                      | Ingénieur des Arts et Métiers, directeur d'usine Maire de Verneuil-sur-Avre, conseiller d'arrondissement Membre de la Commission administrative départementale (1941-1943) Nommé conseiller départemental en 1943 |
|         |                  |                                                       |                          | |
| 1945    | 1964             | Gaston Alleaume                                       | Rad.                     | Marchand de volailles Maire de Verneuil-sur-Avre |
| 1964    | 1976             | Pierre Monfrais                                       | RI                       | Industriel Député (1976-1981) (suppléant de Jean de Broglie en 1973) |
| 1976    | 2001             | Jacques Demaire (1920-2016)                           | DVG puis MRG             | Professeur puis proviseur de lycée Maire de Verneuil-sur-Avre jusqu'en 1995 |
| 2001    | 2015             | Louis Petiet                                          | DVD puis UMP             | Chef d'entreprise Maire de Verneuil-sur-Avre (1995-2001 et 2008-2014) |

### Conseillers départementaux depuis 2015
| Période élective | Période élective | Mandat | Mandat   | Identité        | Nuance | Nuance | Qualité                                 |
| ---------------- | ---------------- | ------ | -------- | --------------- | ------ | ------ | --------------------------------------- |
| 2015             | 2021             | 2015   | 2021     | Colette Bonnard |        | DVD    | Maire de Mesnils-sur-Iton (depuis 2019) |
| 2015             | 2021             | 2015   | 2021     | Michel François |        | LR     | Maire de Tillières-sur-Avre             |
| 2021             | 2028             | 2021   | en cours | Colette Bonnard |        | DVD    | Maire de Mesnils-sur-Iton               |
| 2021             | 2028             | 2021   | en cours | Michel François |        | LR     | Maire de Tillières-sur-Avre             |

### Résultats détaillés

#### Élections de mars 2015
À l'issue du 1er tour des élections départementales de 2015, trois binômes sont en ballottage : Olivier Gouin et Fanny Meneyrol-Meny (FN, 32,03 %), Colette Bonnard et Michel Francois (Union de la Droite, 29,5 %) et Joël Hervieu et Delphine Lepeltier (DVD, 27,29 %). Le taux de participation est de 48,63 % (10 201 votants sur 20 975 inscrits) contre 50,53 % au niveau départemental et 50,17 % au niveau national.
Au second tour, Colette Bonnard et Michel Francois (Union de la Droite) sont élus avec 60,77 % des suffrages exprimés et un taux de participation de 49,04 % (5 650 voix pour 10 286 votants et 20 974 inscrits).

#### Élections de juin 2021
Le premier tour des élections départementales de 2021 est marqué par un très faible taux de participation (33,26 % au niveau national). Dans le canton de Verneuil d'Avre et d'Iton, ce taux de participation est de 30,16 % (6 177 votants sur 20 482 inscrits) contre 33,02 % au niveau départemental. À l'issue de ce premier tour, deux binômes sont en ballottage : Colette Bonnard et Michel François (DVD, 54,83 %) et Christine Loir et Érik Michiels (RN, 33,01 %).
Le second tour des élections est marqué une nouvelle fois par une abstention massive équivalente au premier tour. Les taux de participation sont de 34,3 % au niveau national, 32,76 % dans le département et 29,9 % dans le canton de Verneuil d'Avre et d'Iton. Colette Bonnard et Michel François (DVD) sont élus avec 66,7 % des suffrages exprimés (3 722 voix pour 6 124 votants et 20 485 inscrits),,.

## Composition

### Composition avant 2015
Le canton de Verneuil-sur-Avre regroupait quatorze communes.
| Nom                           | Code Insee | Codepostal | Superficie (km2) | Population (dernière pop. légale) | Densité (hab./km2) |
| ----------------------------- | ---------- | ---------- | ---------------- | --------------------------------- | ------------------ |
| Verneuil-sur-Avre (chef-lieu) | 27679      | 27130      | 31,97            | 6 215 (2012)                      | 194                |
| Armentières-sur-Avre          | 27019      | 27820      | 6,11             | 185 (2012)                        | 30                 |
| Bâlines                       | 27036      | 27130      | 3,73             | 504 (2012)                        | 135                |
| Les Barils                    | 27038      | 27130      | 9,53             | 207 (2012)                        | 22                 |
| Bourth                        | 27108      | 27580      | 18,63            | 1 265 (2012)                      | 68                 |
| Chennebrun                    | 27155      | 27820      | 2,92             | 132 (2012)                        | 45                 |
| Courteilles                   | 27182      | 27130      | 6,24             | 145 (2012)                        | 23                 |
| Gournay-le-Guérin             | 27291      | 27580      | 12,27            | 137 (2012)                        | 11                 |
| Mandres                       | 27383      | 27130      | 11,79            | 351 (2012)                        | 30                 |
| Piseux                        | 27457      | 27130      | 19,63            | 688 (2012)                        | 35                 |
| Pullay                        | 27481      | 27130      | 12,03            | 394 (2012)                        | 33                 |
| Saint-Christophe-sur-Avre     | 27521      | 27820      | 10,76            | 150 (2012)                        | 14                 |
| Saint-Victor-sur-Avre         | 27610      | 27130      | 6,90             | 67 (2012)                         | 9,7                |
| Tillières-sur-Avre            | 27643      | 27570      | 16,76            | 1 134 (2012)                      | 68                 |

### Composition à partir de 2015
Le nouveau canton de Verneuil-sur-Avre comprenait quarante communes entières à sa création.
À la suite des fusions intervenues entre 2016 et 2019, ainsi qu'au décret du 5 mars 2020 rattachant entièrement la commune nouvelle de Marbois au canton de Breteuil, le nombre de communes entières descend à 26.
| Nom                                               | Code Insee | Intercommunalité              | Superficie (km2) | Population (dernière pop. légale)              | Densité (hab./km2) | Modifier                                    |
| ------------------------------------------------- | ---------- | ----------------------------- | ---------------- | ---------------------------------------------- | ------------------ | ------------------------------------------- |
| Verneuil d'Avre et d'Iton (bureau centralisateur) | 27679      | CC Interco Normandie Sud Eure | 56,00            | Fraction : 6 115 (2022) Commune : 7 262 (2022) | 130                | modifier les données · modifier les données |
| Acon                                              | 27002      | CA Évreux Portes de Normandie | 9,16             | 472 (2022)                                     | 52                 | modifier les données · modifier les données |
| Armentières-sur-Avre                              | 27019      | CC Interco Normandie Sud Eure | 6,11             | 161 (2022)                                     | 26                 | modifier les données · modifier les données |
| Bâlines                                           | 27036      | CC Interco Normandie Sud Eure | 3,73             | 545 (2022)                                     | 146                | modifier les données · modifier les données |
| Les Barils                                        | 27038      | CC Interco Normandie Sud Eure | 9,53             | 270 (2022)                                     | 28                 | modifier les données · modifier les données |
| Bourth                                            | 27108      | CC Interco Normandie Sud Eure | 18,63            | 1 166 (2022)                                   | 63                 | modifier les données · modifier les données |
| Breux-sur-Avre                                    | 27115      | CC Interco Normandie Sud Eure | 7,08             | 336 (2022)                                     | 47                 | modifier les données · modifier les données |
| Chambois                                          | 27032      | CC Interco Normandie Sud Eure | 27,60            | 1 347 (2022)                                   | 49                 | modifier les données · modifier les données |
| Chennebrun                                        | 27155      | CC Interco Normandie Sud Eure | 2,92             | 100 (2022)                                     | 34                 | modifier les données · modifier les données |
| Courdemanche                                      | 27181      | CA Évreux Portes de Normandie | 8,99             | 593 (2022)                                     | 66                 | modifier les données · modifier les données |
| Courteilles                                       | 27182      | CC Interco Normandie Sud Eure | 6,24             | 177 (2022)                                     | 28                 | modifier les données · modifier les données |
| Droisy                                            | 27206      | CA Évreux Portes de Normandie | 17,49            | 459 (2022)                                     | 26                 | modifier les données · modifier les données |
| Gournay-le-Guérin                                 | 27291      | CC Interco Normandie Sud Eure | 12,27            | 119 (2022)                                     | 9,7                | modifier les données · modifier les données |
| L'Hosmes                                          | 27341      | CC Interco Normandie Sud Eure | 6,74             | 66 (2022)                                      | 9,8                | modifier les données · modifier les données |
| Illiers-l'Évêque                                  | 27350      | CA Évreux Portes de Normandie | 20,63            | 1 018 (2022)                                   | 49                 | modifier les données · modifier les données |
| La Madeleine-de-Nonancourt                        | 27378      | CA du Pays de Dreux           | 22,61            | 1 160 (2022)                                   | 51                 | modifier les données · modifier les données |
| Mandres                                           | 27383      | CC Interco Normandie Sud Eure | 11,79            | 350 (2022)                                     | 30                 | modifier les données · modifier les données |
| Marcilly-la-Campagne                              | 27390      | CA Évreux Portes de Normandie | 19,50            | 1 117 (2022)                                   | 57                 | modifier les données · modifier les données |
| Mesnils-sur-Iton                                  | 27198      | CC Interco Normandie Sud Eure | 125,03           | Fraction : 5 223 (2022) Commune : 6 142 (2022) | 49                 | modifier les données · modifier les données |
| Moisville                                         | 27411      | CA Évreux Portes de Normandie | 6,99             | 233 (2022)                                     | 33                 | modifier les données · modifier les données |
| Nonancourt                                        | 27438      | CA du Pays de Dreux           | 7,21             | 2 300 (2022)                                   | 319                | modifier les données · modifier les données |
| Piseux                                            | 27457      | CC Interco Normandie Sud Eure | 19,63            | 691 (2022)                                     | 35                 | modifier les données · modifier les données |
| Pullay                                            | 27481      | CC Interco Normandie Sud Eure | 12,03            | 387 (2022)                                     | 32                 | modifier les données · modifier les données |
| Saint-Christophe-sur-Avre                         | 27521      | CC Interco Normandie Sud Eure | 10,76            | 141 (2022)                                     | 13                 | modifier les données · modifier les données |
| Saint-Germain-sur-Avre                            | 27548      | CA Évreux Portes de Normandie | 5,39             | 1 188 (2022)                                   | 220                | modifier les données · modifier les données |
| Saint-Victor-sur-Avre                             | 27610      | CC Interco Normandie Sud Eure | 6,90             | 56 (2022)                                      | 8,1                | modifier les données · modifier les données |
| Sylvains-Lès-Moulins                              | 27693      | CC Interco Normandie Sud Eure | 23,88            | 1 280 (2022)                                   | 54                 | modifier les données · modifier les données |
| Tillières-sur-Avre                                | 27643      | CC Interco Normandie Sud Eure | 16,76            | 1 037 (2022)                                   | 62                 | modifier les données · modifier les données |
| Canton de Verneuil d'Avre et d'Iton               | 2722       |                               |                  | 28 107 (2022)                                  |                    | modifier les données                        |

## Démographie

### Démographie avant 2015
| 1962   | 1968   | 1975   | 1982   | 1990   | 1999   | 2006   | 2011   | 2012   |
| ------ | ------ | ------ | ------ | ------ | ------ | ------ | ------ | ------ |
| 10 021 | 10 510 | 11 249 | 11 337 | 11 371 | 11 525 | 11 887 | 11 548 | 11 574 |

### Démographie depuis 2015
En 2022, le canton comptait 28 107 habitants, en évolution de −5,62 % par rapport à 2016 (Eure : −0,25 %, France hors Mayotte : +2,11 %).
| 2013   | 2018   | 2022   |
| ------ | ------ | ------ |
| 29 182 | 29 357 | 28 107 |